# Exocyclische Doppelbindung
Eine exocyclische Doppelbindung ist in der organischen Chemie eine Doppelbindung zwischen dem Kohlenstoffatom einer cyclischen Verbindung und dem Kohlenstoffatom einer Seitenkette. Exocyclische Doppelbindungen wurden früher auch als semcyclisch bezeichnet.
Beispiele für Verbindungen mit einer exocylischen Doppelbindung sind Methylencyclohexan oder Diketen:

Methylencyclohexan
Diketen

Ist die Doppelbindung Teil des Ringsystems, spricht man von einer endocyclischen Doppelbindung. So besitzt beispielsweise die zu Methylencyclohexan isomere Verbindung 1-Methylcyclohexen eine endocyclische Doppelbindung.

1-Methylcyclohexen mit einer endocyclischen Doppelbindung

Mitunter werden auch Doppelbindungen, die vollständig Teil einer Seitenkette sind, als exocyclisch bezeichnet. 